# Saint-Germain-d'Étables
Saint-Germain-d'Étables is een gemeente in het Franse departement Seine-Maritime (regio Normandië) en telt 269 inwoners (2005). De plaats maakt deel uit van het arrondissement Dieppe.

## Geografie
De oppervlakte van Saint-Germain-d'Étables bedraagt 7,2 km², de bevolkingsdichtheid is 37,4 inwoners per km².
De onderstaande kaart toont de ligging van Saint-Germain-d'Étables met de belangrijkste infrastructuur en aangrenzende gemeenten.

## Demografie
Onderstaande figuur toont het verloop van het inwonertal (bron: INSEE-tellingen).